# Urs Eichhorn
Urs Eichhorn (17 de mayo de 1979) es un deportista suizo que compitió en curling. Ganó una medalla de bronce en el Campeonato Europeo de Curling Masculino de 2010.

## Palmarés internacional
| Campeonato Europeo | Campeonato Europeo | Campeonato Europeo | Campeonato Europeo |
| Año                | Lugar              | Medalla            | Prueba             |
| ------------------ | ------------------ | ------------------ | ------------------ |
| 2010               | Champéry (Suiza)   | Medalla de bronce  | Equipo             |